# Букреева, Ольга Валерьевна
О́льга Вале́рьевна Букре́ева (р. 15 февраля 1987, Москва) — российская волейболистка, диагональная нападающая. Мастер спорта России.
Родилась и начала заниматься волейболом в Москве. Первый тренер — Е. П. Лоскутова. Выступала за команды: 2004—2008 — ЦСКА, 2008—2010 — «Динамо-Янтарь» (Калининград/Москва), 2010—2012 — «Динамо» (Краснодар), 2013—2014 — «Заречье-Одинцово» (Московская область), 2014—2015 — «Ленинградка» (Санкт-Петербург).
Серебряный (2007) и бронзовый (2011) призёр чемпионатов России. Победитель (2005) и двукратный серебряный призёр (2006, 2010) розыгрышей Кубка России. Обладательница Кубка вызова (2014), серебряный призёр Кубка топ-команд (2007) и Кубка ЕКВ (2011). 
По итогам чемпионата России 2010/2011 стала второй по абсолютному показателю результативности. Лучший игрок финального турнира Кубка России 2005.
В составе сборной России дебютировала в 2006 году на турнирах в Нинбо (Китай) и Монтрё (Швейцария). В 2007 в составе второй сборной России приняла участие в розыгрыше Кубка Ельцина и во Всемирной Универиаде.
Вновь привлечена к выступлениям за сборную России в 2011 году. Приняла участие в розыгрыше Кубка Ельцина (3-е место) и в Гран-при (4-е место).